# Greenstone (Ontario)
Greenstone – miejscowość (ang. town) w Kanadzie, w prowincji Ontario, w dystrykcie Thunder Bay.
Powierzchnia Greenstone to 2780,56 km².
Według danych spisu powszechnego z roku 2001 Greenstone liczy 5662 mieszkańców (2,04 os./km²).

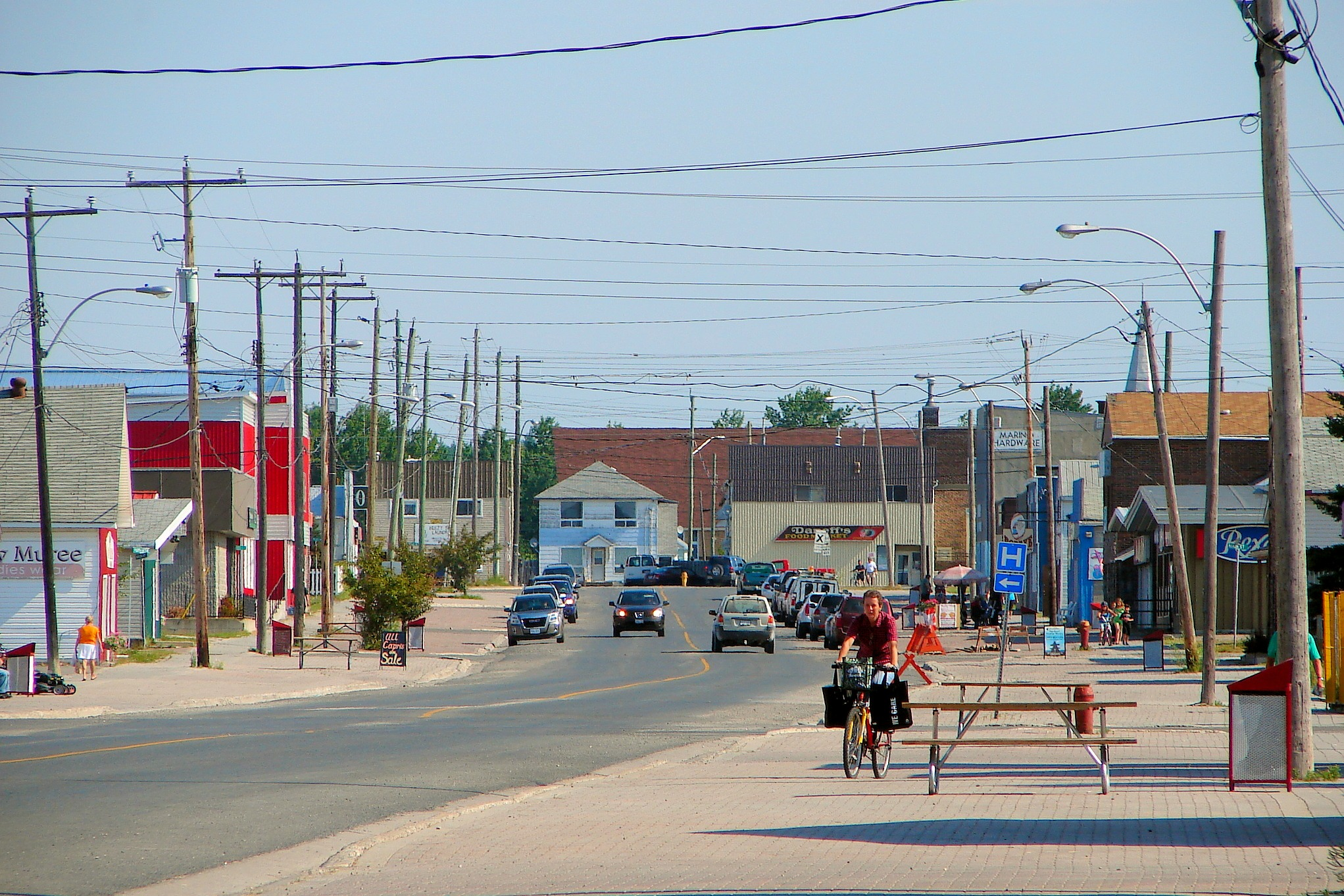
Geraldton
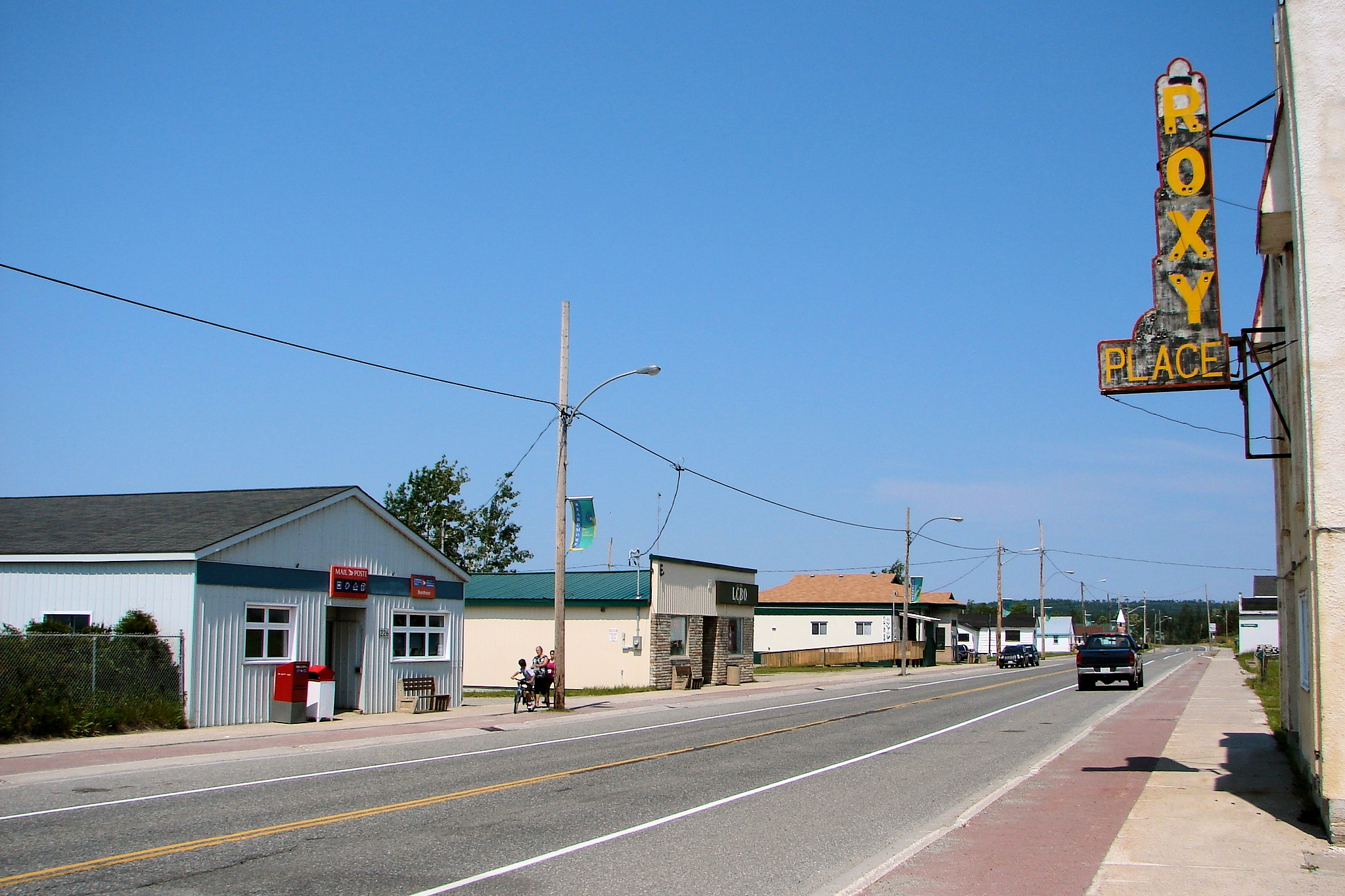
Beardmore
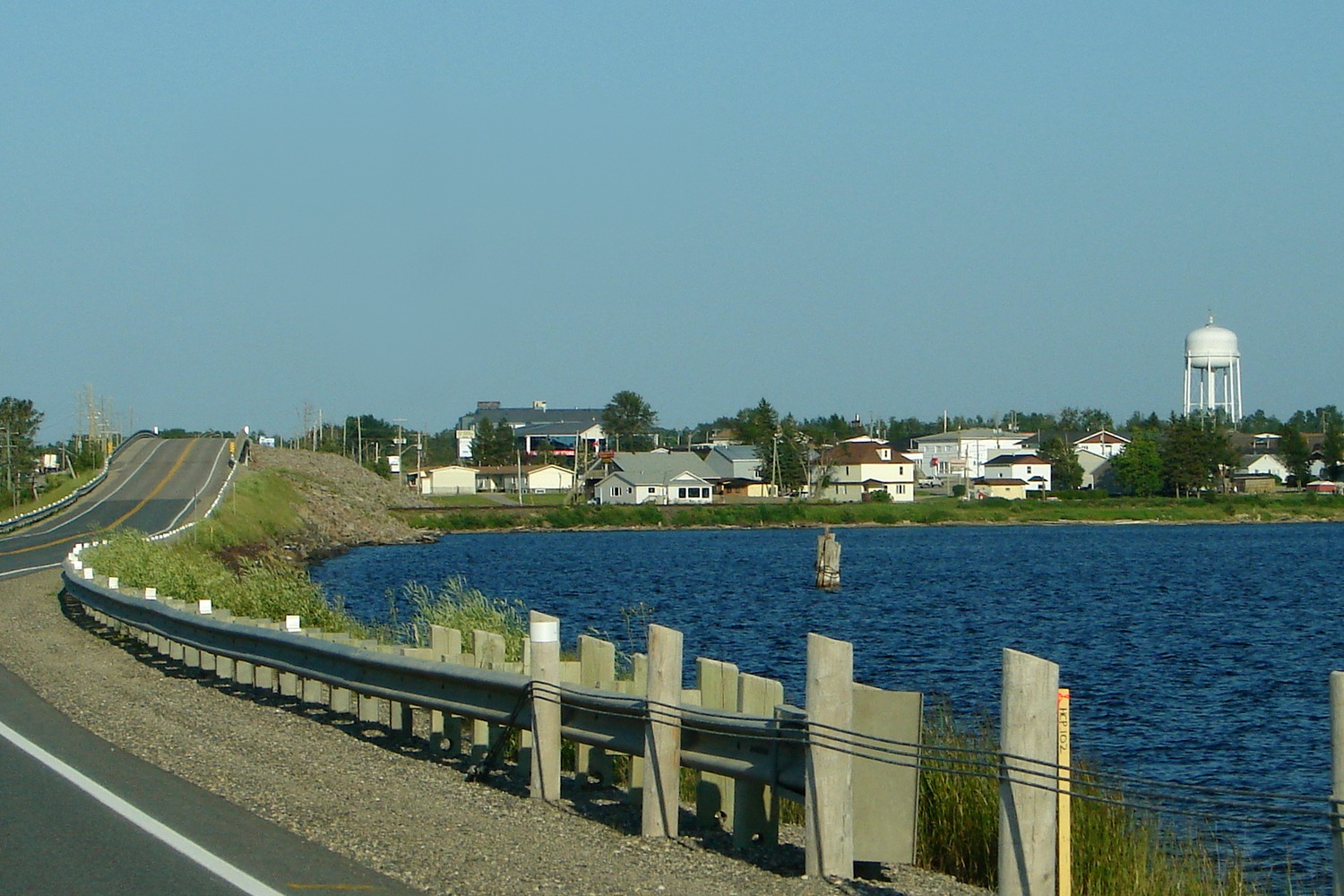
Longlac
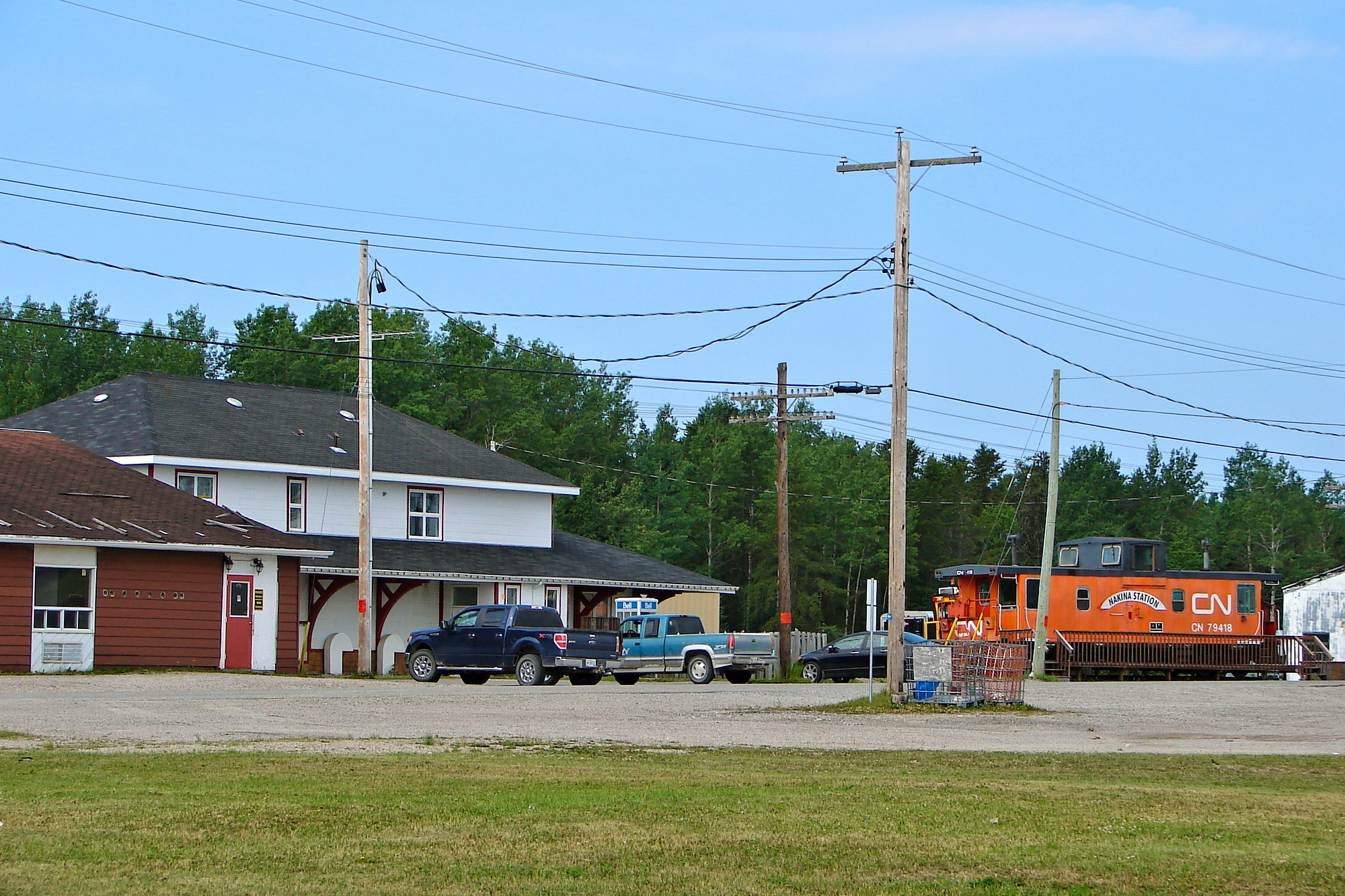
Nakina